# Hypericum montbretii
Hypericum montbretii — вид квіткових рослин родини звіробоєвих (Hypericaceae).

## Біоморфологічна характеристика
Стебла 15–60 см, прямовисні чи лежачі, рідко вкорінюються. Листки 15–55 мм, від яйцеподібних до довгасто- чи трикутно-ланцетних, верхні іноді чорно-залозисто-зубчасті. Чашолистки від ланцетних до вузько-довгастих, гострих або загострених, регулярно, але іноді рідко залозисто-війчасті або дуже рідко залозисто-війчасті, зазвичай з кількома поверхневими чорними залозками. Пелюстки 8–14 мм, з чорними крапками або без них на верхівці й рідко в інших місцях. Коробочка 7–10 мм.

## Поширення
Росте у Європі: Албанія, Болгарія, Франція, Італія, Румунія, Іспанія, Швейцарія, Україна, Македонія, Сербія і Косово, Чорногорія, Словенія, Хорватія.